# Catedral de Newcastle
La Iglesia Catedral de San Nicolás es una catedral de la Iglesia de Inglaterra en Newcastle upon Tyne, Reino Unido. Es la sede del obispo de Newcastle y es la iglesia madre de la diócesis de Newcastle, la diócesis más septentrional anglicana en Inglaterra, que se extiende desde el río Tyne hasta el norte de Berwick-upon-Tweed y hasta el oeste de Alston en Cumbria.
Fundada en 1091 durante el mismo período que el castillo cercano, la iglesia normanda fue destruida por un incendio en 1216 y el edificio actual se terminó en 1350, por lo que es en su mayoría de estilo perpendicular del siglo XIV. Su torre es conocida por su aguja de linterna del siglo XV. Muy restaurada en 1777, el edificio fue elevado a la categoría de catedral en 1882, cuando pasó a ser conocida como la Iglesia Catedral de San Nicolás.